# Jes Tom
Jes Tom (San Francisco, 1990/1991) es una persona humorista, intérprete y escritora estadounidense residente en Nueva York. Su trabajo explora temas como el sexo, la identidad de género y la representación asiático-americana.

## Primeros años y educación
Tom nació y creció en San Francisco, California. Entró en contacto con la actuación en el instituto y posteriormente se unió al equipo de improvisación del Smith College, donde estudió su carrera.En 2013 se graduó y en 2016 completó un programa de actuación de dos años en el Maggie Flanagan Studio.

## Carrera
En 2011, Tom comenzó a actuar en micrófonos abiertos en San Francisco. En 2013, se mudó a la ciudad de Nueva York para iniciar una carrera en el mundo humorístico.En 2021 se le nombró Nuevo Rostro de la Comedia en el festival de comedia Just for Laughs.
En 2022 su espectáculo en solitario Less Lonely se estrenó Off-Broadway en el Cherry Lane Theatre. El espectáculo regresó al off-Broadway en 2023 para una actuación limitada en el Greenwich House Theatre, presentado por su amigo Elliot Page.
Tom trabajó como editore de historias para la serie Our Flag Means Death de HBO Max. Otros de sus créditos incluyen la serie animada Tuca & Bertie, el cortometraje de Netflix/Funny or Die Soojung Dreams of Fiji, y un programa de consejos en vivo de Instagram para Netflix, Dear Jes.
En marzo de 2024, Tom apareció en un especial de comedia de Netflix, Gender Agenda, presentado por Hannah Gadsby y que también contó con la participación de otros comediantes genderqueer y no binaries: Alok, Chloe Petts, DeAnne Smith, Krishna Istha, Asha Ward y Mx. Dalia Belle.

## Vida personal
Tom es estadounidense de origen asiático de quinta generación, de ascendencia japonesa y china. Es una persona de género no binario y transmasculina, y usa los pronombres they/them (equivalentes a «elle» en español).